# Río Guayapotove
Le río Guayapotove est un cours d'eau de l'Amazonie vénézuélienne. Intégralement situé dans la paroisse civile de Mavaca dans la municipalité d'Alto Orinoco de l'État d'Amazonas, il est un sous affluent de l'Orénoque et se jette de le río Manaviche dans la localité de Macorima-teri. Il arrose également la localité de Opojü-teri.